# Zillertal

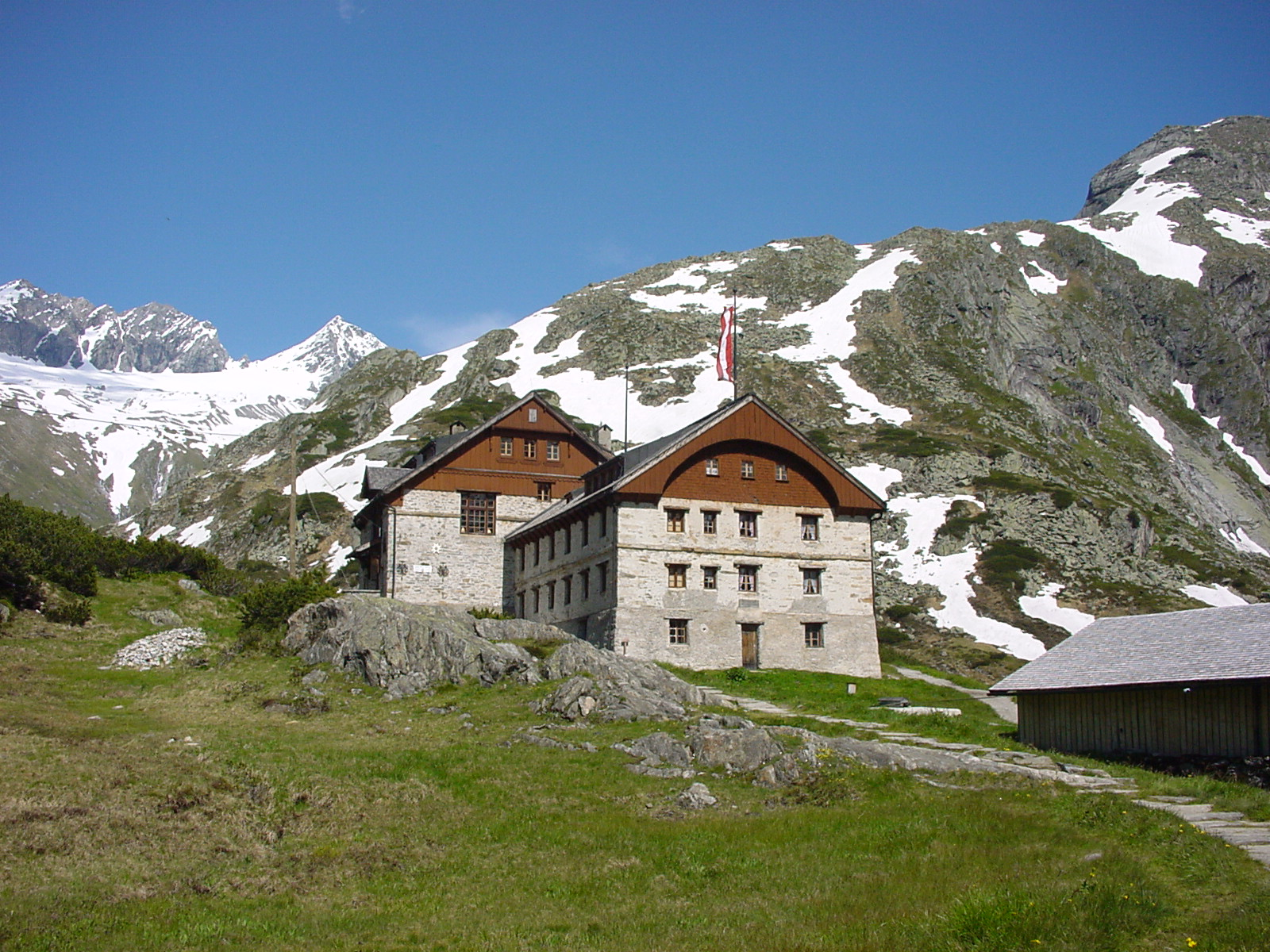
Zillertal berliner huette

Zillertal este cea mai mare depresiune traversată de râul Inn în Tirol, Austria. 
Este încadrată la sud-est de ghețarul Zillertaler Alpen, la est de vârfurile mai joase ale munților Kitzbüheler Alpen și la vest de Tuxer Alpen.
Cea mai mare localitate din această vale este Mayrhofen.